# 天大将军二

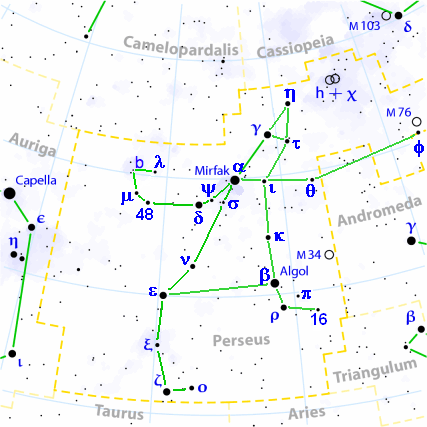
英仙座恆星

天大將軍二，或稱為英仙座φ（Phi Persei、φ Persei、 φ Per），是一顆位於英仙座的 B2Vpe 恆星（Be星），視星等4等。距離地球約716光年。因為它在天球上附近的亮星不多，且它距離仙后座、仙女座較近，反而遠離英仙座主要恆星之故，約翰·佛蘭斯蒂德編號時並未將天大將軍二編號。

## 恆星狀況
天大將軍二是由光譜類型 B2 的視星等4.01藍色主序星和一顆B型次矮星組成的聯星系統。主星的半徑是太陽的9.3倍。天大將軍二也是一顆在光度和光譜中快速變化的變星。
天大將軍二在之後被編號為仙女座54（54 Andromedae）。 